# چهار خواهر
چهار خواهر فیلمی به کارگردانی احمد نجیب زاده و نویسندگی هراند محصول سال ۱۳۴۶ است.

## خلاصه داستان
«پدر» در یک درگیری با صاحب خانهٔ دائم‌الخمر سبب مرگش می‌شود اما به دلایلی همسرش جرم او را گردن می‌گیرد و به زندان می افتد.این خانواده که دارای چهار دختر هستند پدر را هم طی حادثه ای از دست می دهند و مجبور می‌شوند که خود دست به کار شوند و زندگی را بچرخانند و تصمیم به خرید خانه ای می‌گیرند تا اینکه…

## بازیگران
- شهلا
- شهین
- فائقه آتشین
- منصور متین
- لیلا فروهر
- مینا جهانگیری
- ایرج ناظریان